# Crobot
Crobot est un groupe américain de hard rock, originaire de Pottsville, en Pennsylvanie.

## Histoire

### Débuts
Au milieu de l'année 2011, Brandon Yeagley et Chris Bishop forment Crobot, rejoints plus tard par les frères Paul et Jake Figueroa, qui jouaient auparavant des styles de musique similaires dans un autre groupe. En 2012, la formation originale du groupe publie son premier EP, The Legend of the Spaceborne Killer, accompagné d'un clip vidéo pour le premier single éponyme. Plus tard dans l'année, la section rythmique du groupe est remaniée avec l'ajout des frères Figueroa à la basse et à la batterie. Les frères Figueroa quittent le groupe début 2017 et sont remplacés par Dan Ryan à la batterie, et James Alexander Lascu à la basse en juin 2017.

### Wind-up Records
En 2013, Crobot est découvert par Wind-up Records, et est officiellement signé en décembre,. Le 13 mai 2014, ils sortent leur EP éponyme, produit par Machine (Clutch, Lamb of God, Cobra Starship, Gym Class Heroes). L'EP comprend quatre titres de leur prochain album studio et reçoit des critiques positives,. Leur premier single et vidéo pour Nowhere to Hide débute sur Revolver le 14 mai 2014, et atteint la 16e place du classement Billboard Mainstream Rock. En mai, Crobot est ajouté à la liste de 2014 pour la campagne Feed the Beat de Taco Bell.
En 2014, le groupe tourne avec Chevelle, Clutch, The Sword, Truckfighters, KYNG, Kill Devil Hill, en plus de jouer dans des festivals tels que SXSW, Rock on the Range, et Summerfest,,,,. Ils entament leur première tournée au Royaume-Uni en septembre 2014, avec The Virginmarys. Crobot se produit au festival de musique en mer ShipRocked du 2 au 6 février avec Limp Bizkit, Black Label Society, Buckcherry et Filter, un autre groupe de Wind-Up Records. Le groupe se rend ensuite en Europe pour un séjour avec Black Label Society et Anthrax avant de revenir aux États-Unis en avril pour une tournée qui débute à Denver. À la fin du mois de septembre 2015, Crobot se produit à nouveau en mer dans le cadre de l'affiche Motorhead's Motorboat et assure également la première partie de Motörhead et d'Anthrax lors de quelques dates d'échauffement avant le Motorboat de septembre 2015. Le 8 juin 2016, Crobot sortent leur nouveau single Not for Sale extrait de leur deuxième album studio Welcome to Fat City, sorti le 23 septembre.

### Mascot Records
En novembre 2018, Crobot signe avec Mascot Records, menant à la sortie de leur nouvel album Motherbrain en août 2019. En février 2019, Crobot entre en studio à Atlanta avec Corey Lowery de Seether qui a produit, mixé et conçu Motherbrain. Lowery contribue également en jouant de la basse. L'album sort le 23 août 2019, et atteint la 6e position du classement Billboard Heatseekers Albums. Le premier single de Motherbrain, Low Life, atteint la 10e position du classement Billboard Mainstream Rock Songs en février 2020.
En 2021, le groupe sort son EP Rat Child. Le projet de quatre titres comprend Stix Zadina de Steel Panther, Howard Jones de Light the Torch et le bassiste Frank Bello d'Anthrax. Le 10 mars 2022, le groupe annonce son nouvel album Feel This, accompagné du single Better Times. L'album sort le 3 juin 2022. Le 12 juillet 2023, le groupe sort un enregistrement de la chanson Black Cat de Janet Jackson.

## Style musical
Crobot décrit leur musique comme « Dirty. Groove. Rock. », et est comparée à des groupes de hard rock comme Wolfmother, Queens of the Stone Age, Rage Against the Machine et Soundgarden,. Le leader Brandon Yeagley est loué pour son chant puissant et sa présence dynamique sur scène, guidant les « concerts indéniablement magnétiques » du groupe.

## Discographie

### Albums studio
- 2012 : The Legend of the Spaceborne Killer
- 2014 : Something Supernatural
- 2016 : Welcome to Fat City
- 2019 : Motherbrain
- 2022 : Feel This

### EP
- 2014 : Crobot
- 2021 : Rat Child